# Белецкий, Платон Александрович
Платон Александрович Беле́цкий (укр. Платон Олександрович Білецький; 1922—1998) —  советский и украинский искусствовед и художник, педагог. Профессор (1969), доктор искусствоведения (1971). Член-корреспондент Национальной академии наук Украины (1995). Действительный член (академик) Академии искусств Украины (1997). Заслуженный деятель искусств Украинской ССР (1991).

## Биография
Родился 8 ноября 1922 года в Харькове в семье известного советского литературоведа, академика АН СССР А. И. Белецкого.
Младший брат — филолога Андрея Белецкого.
Обучался в ХХУ (1939—1941), в 1943—1944 годах — в МГАХИ имени В. И .Сурикова, а в 1944 — 1949 годах — в КГХИ.
В 1949—1959 годах работал на руководящих должностях в Киевском музее западного и восточного искусства, Литературно-мемориальном доме-музее Тараса Шевченко в Киеве.
С 1957 года начал работать как ученый в области искусствоведения. С 1959 года — преподаватель, а с 1969 года — профессор КГХИ.
Член СХ СССР и СХУ.
Умер 6 мая 1998 года. Похоронен в Киеве на Байковом кладбище рядом с отцом и братом.

## Научная деятельность
Автор более 200 научных работ, в том числе 15 монографий и изданий альбомного типа по теории и истории искусства, в первую очередь, Украины. Его перу принадлежат такие исследования, как:
- «Китайское искусство» (1957),
- «Георгий Иванович Нарбут. Очерк о жизни и творчестве» (1959),
- «Казак Мамай. Украинская народная картина» (1960),
- «Украинское искусство XVII-XVIII веков» (1963),
- Одержимый рисунком (повесть о японском художнике Хокусае) / Платон Белецкий. — Л.: Детская литература, 1970. — 176 с. — (В мире прекрасного). — 50 000 экз. (в пер., суперобл.)
- «Украинское искусство в мировом художественном процессе» (1974),
- Украинская портретная живопись XVII—XVIII вв. / Платон Белецкий; Художник серии А. М. Ясинский. — Л.: Искусство. Ленингр. отд-ние, 1981. — 258 с. — (Из истории мирового искусства). — 25 000 экз. (в пер., суперобл.) (Посвящение: Памяти Анатолия Филипповича Иваненко — друга, инициатора этого издания)

- Георгий Иванович Нарбут / Платон Белецкий; Макет и оформление художника Д. М. Плаксина. — Л.: Искусство. Ленингр. отд-ние, 1985. — 240 с. — 25 000 экз. (в пер.)
- «Украинское советское искусство»,
- «Апостол Украины. Жизнь и творчество Тараса Шевченко» (1998) и др.

Подготовил рукописи учебников «Зарубежное искусство», «Православная иконография», «Введение в искусствоведения».

## Творчество
Наиболее известные живописные работы:
- Портреты И. Франко (1951),
- Гоголя (1952),
- Ю. Шумского (1954),
- «Испанский танец» (1956—1957).

Живописные работы П. Белецкого сейчас хранятся в музеях Киева и других городов Украины.

## Педагогическая деятельность
В течение почти 40-летней педагогической деятельности воспитал большую плеяду специалистов-искусствоведов.

## Награды и звания
- медаль «В память 1500-летия Киева»,
- медаль «Ветеран труда»,
- Серебряная медаль АХ СССР,
- заслуженный деятель искусств Украинской ССР (5 сентября 1991)[1].
- Государственная премия УССР имени Т. Г. Шевченко (1982) — за книги «Украинская портретная живопись XVII—XVIII веков», «Украинское искусство второй половины XVII —XVIII веков», «Украинское советское искусство».